# Василије Обреновић
Василије Обреновић (?-?) мање је познат драгачевски каменорезац из села Марковица. Активан почетком 20. века. Споменике израђивао у свом, као и околним селима - Дучаловићи и Ртари.
У споменике од пуховског пешчара урезивао је епитафе, крстове и различите хришћанске симболе; флоралне фризове и орнаменте; представе голубова који зобљу грожђе; оружје и војничка знамења; алате и различите предмете који ближе описују личност и друштвени положај покојника.